# 提篮桥历史文化风貌区

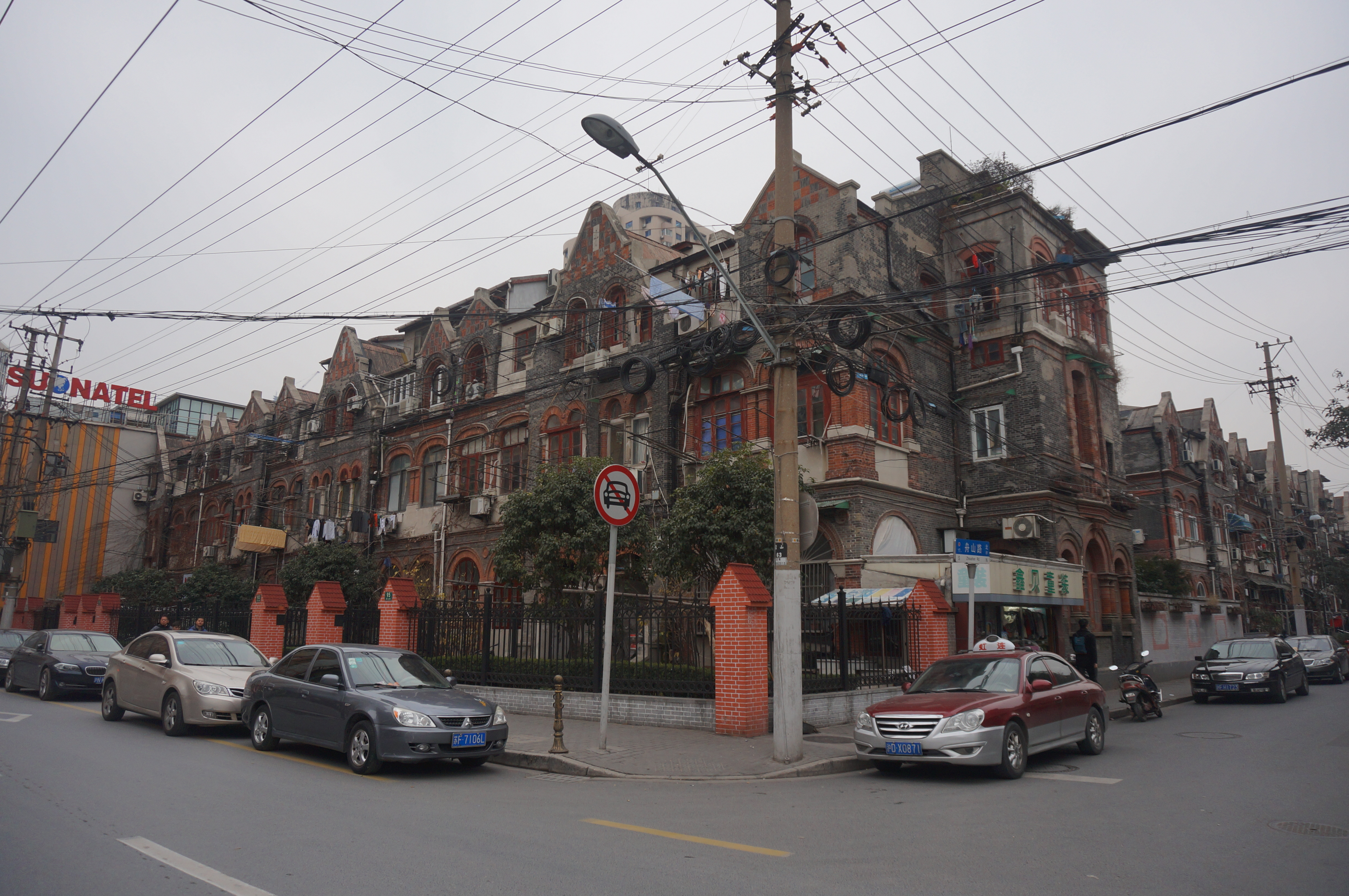
霍山路舟山路路口历史建筑

提篮桥历史文化风貌区是中国上海市立法保护的历史文化风貌区之一，也是上海中心城区12个历史文化风貌区中规模最小的一个。

## 特色风貌
- 特殊建筑——提篮桥监狱
- 宗教场所——犹太教摩西会堂、下海庙
- 里弄住宅

## 建筑年代
第二次世界大战期间中欧国家犹太难民聚居地。

## 保护范围
- 东界：保定路—长阳路—临潼路；
- 南界：杨树浦路；
- 西界：海门路；
- 北界：昆明路—唐山路—舟山路。

位于虹口区东部，是昔日上海公共租界东区最繁盛的地段。占地面积共29公顷，是12个历史文化风貌区中最小的一个。

## 景观道路
- 舟山路
- 长阳路

## 经典建筑

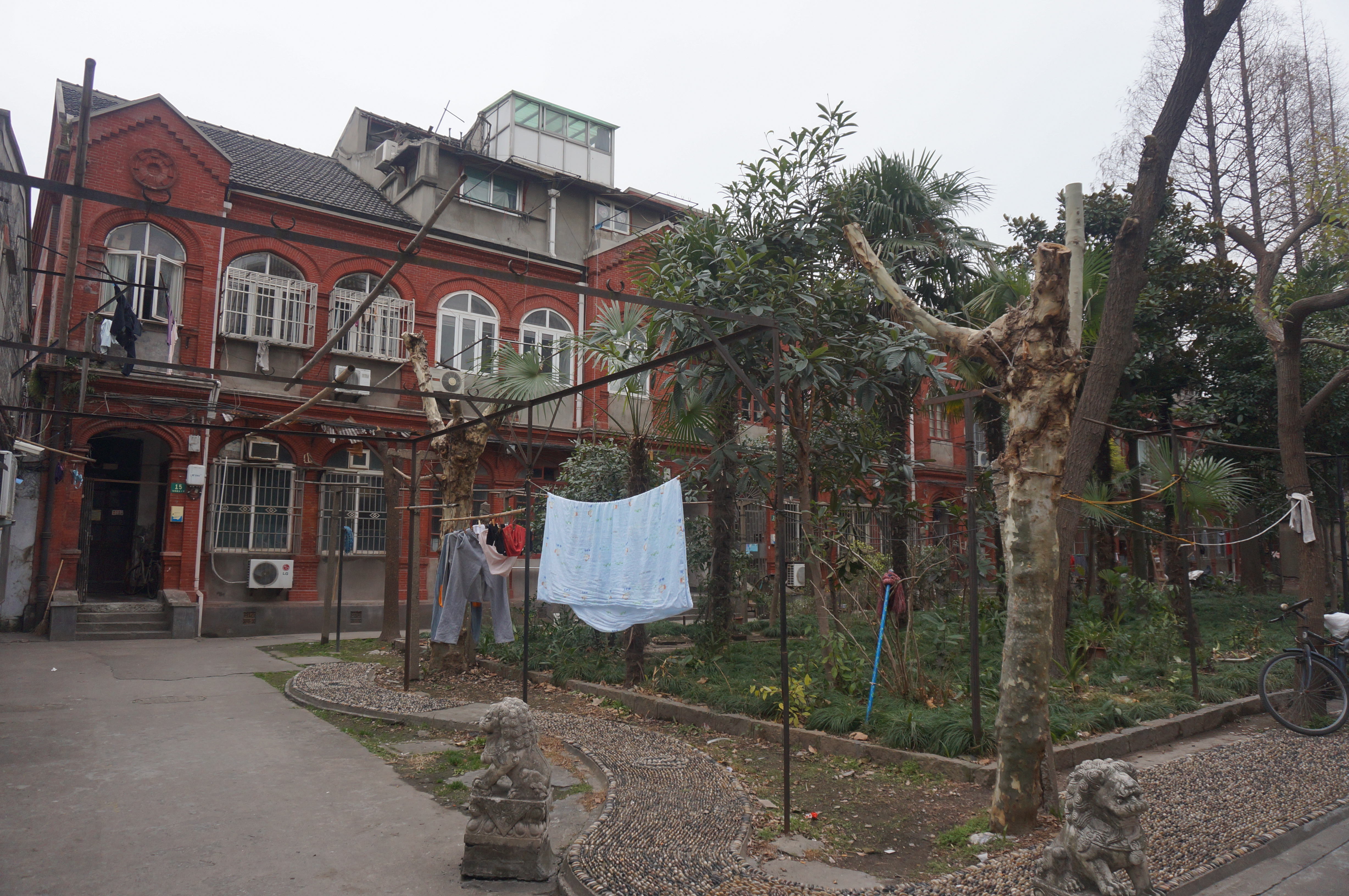
长阳路50弄15-31号

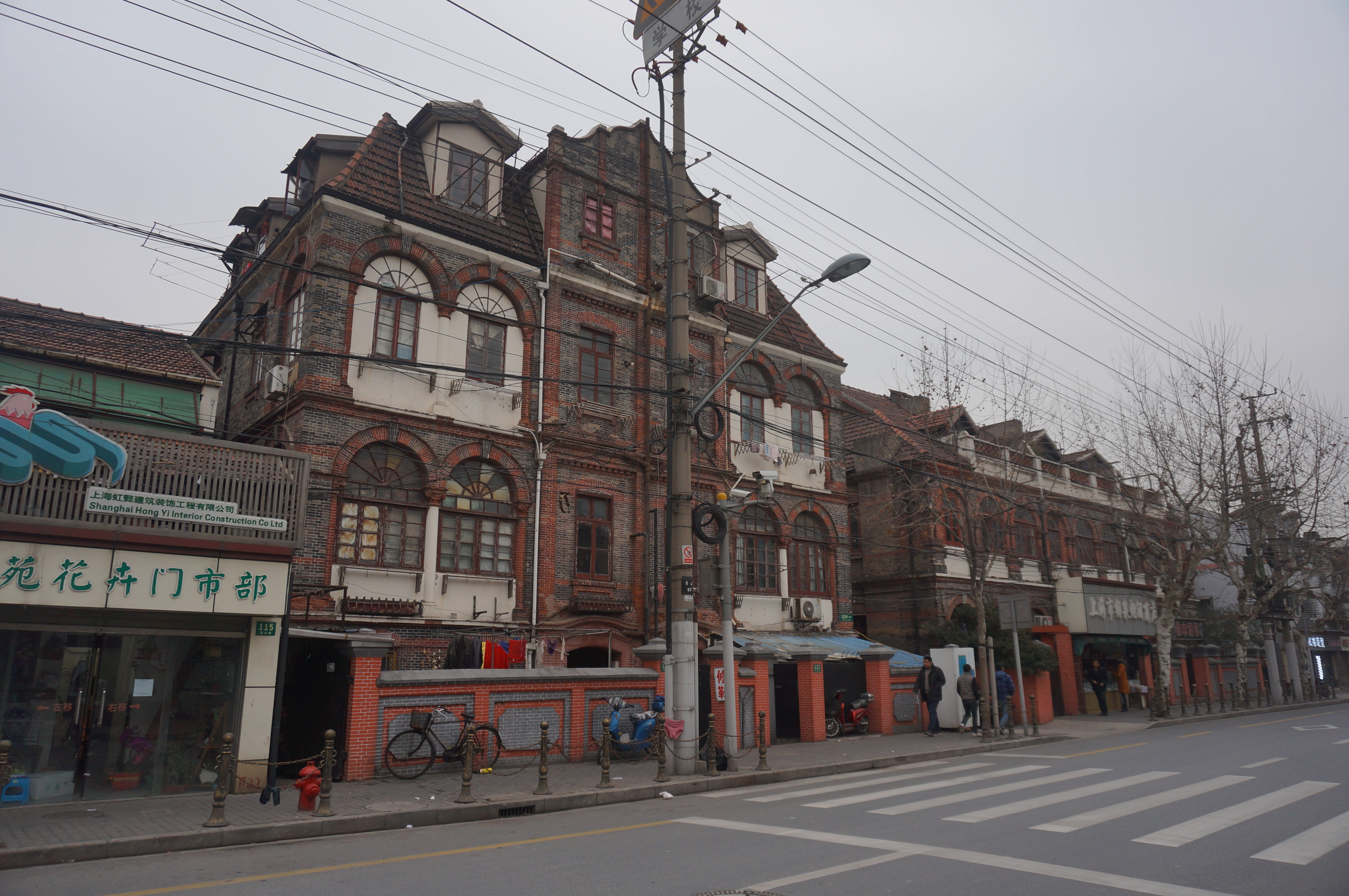
霍山路119-121号

### 上海市优秀历史建筑
- 提篮桥监狱（长阳路号）
- 摩西会堂（长阳路62号）
- 霍山路119-137号
- 霍山路71-95号，舟山路21-81号
- 榆林路43号、47号、59号、63号大宅
- 临潼路25-89号、99弄
- 杨树浦路197-213号
- 长阳路50弄15-31号